# لویک (تگزاس)
لویک، تگزاس(به انگلیسی: Lowake, Texas) شهری در ایالت تگزاس از ایالات جنوبی ایالات متحده آمریکا است.